# Chlorethe brachyptera
Chlorethe brachyptera là một loài bọ cánh cứng trong họ Cerambycidae.